# Ornithogalum balansae
Ornithogalum balansae là một loài thực vật có hoa trong họ Măng tây. Loài này được Boiss. mô tả khoa học đầu tiên năm 1882.

## Hình ảnh

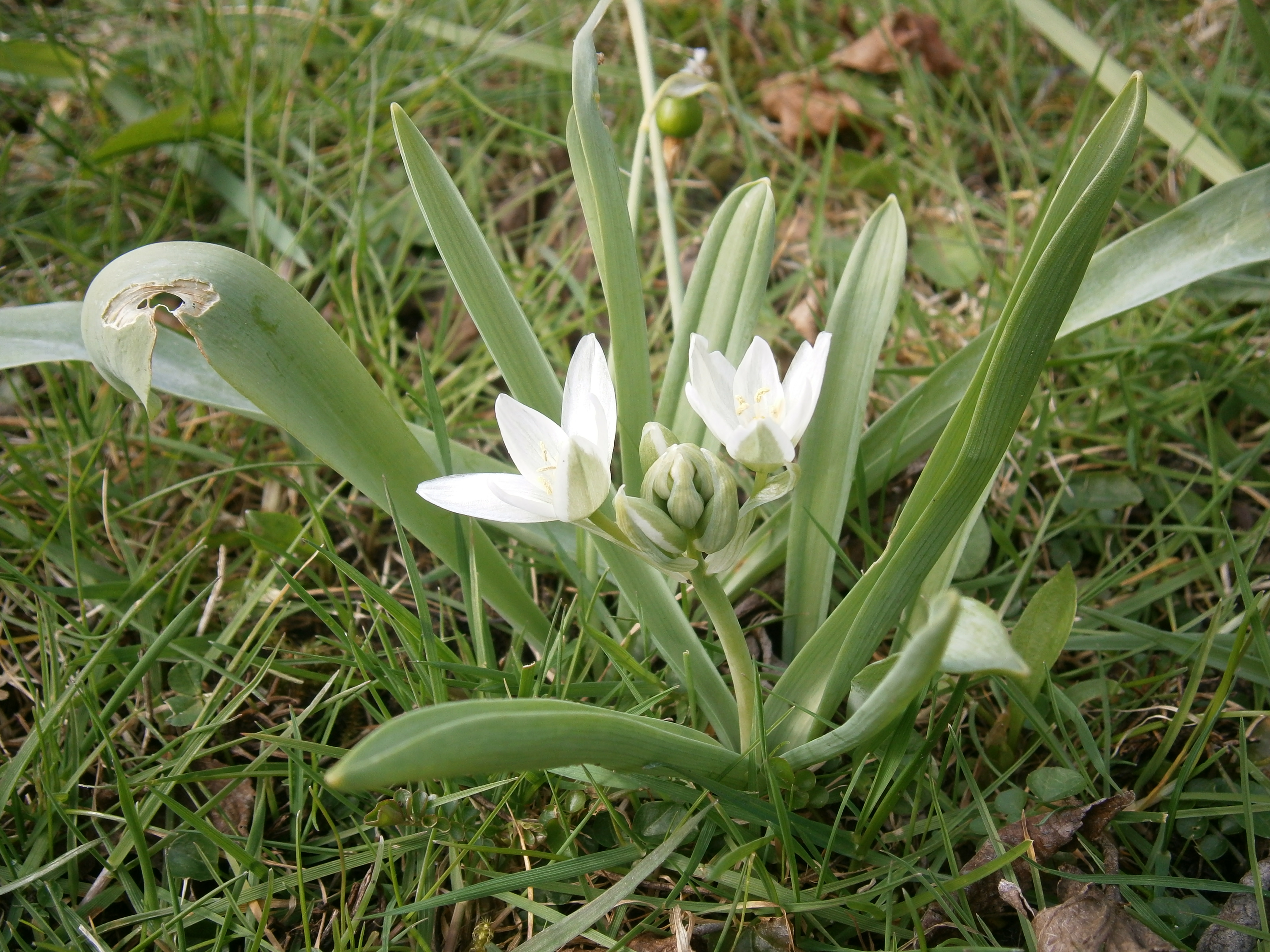
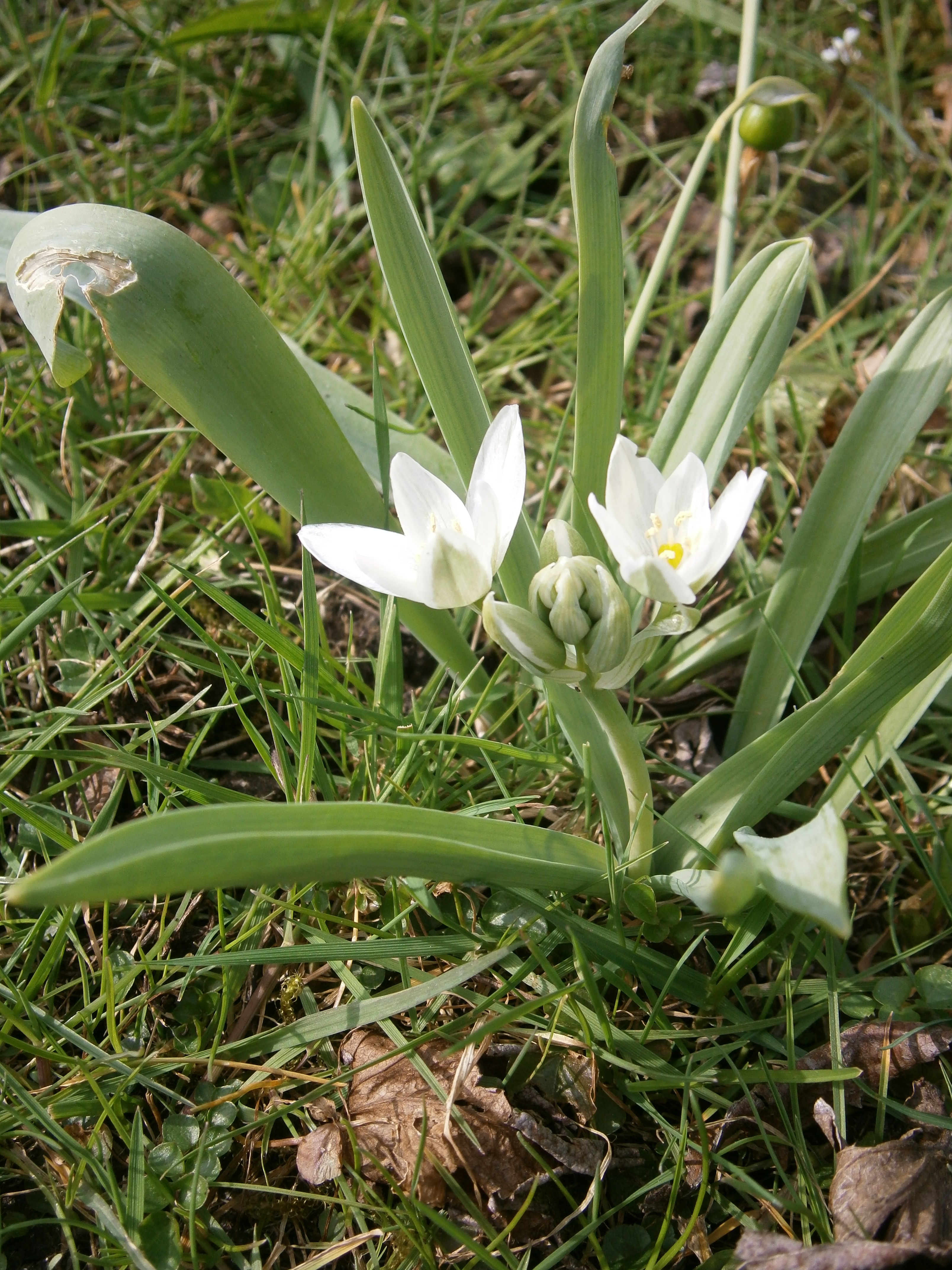
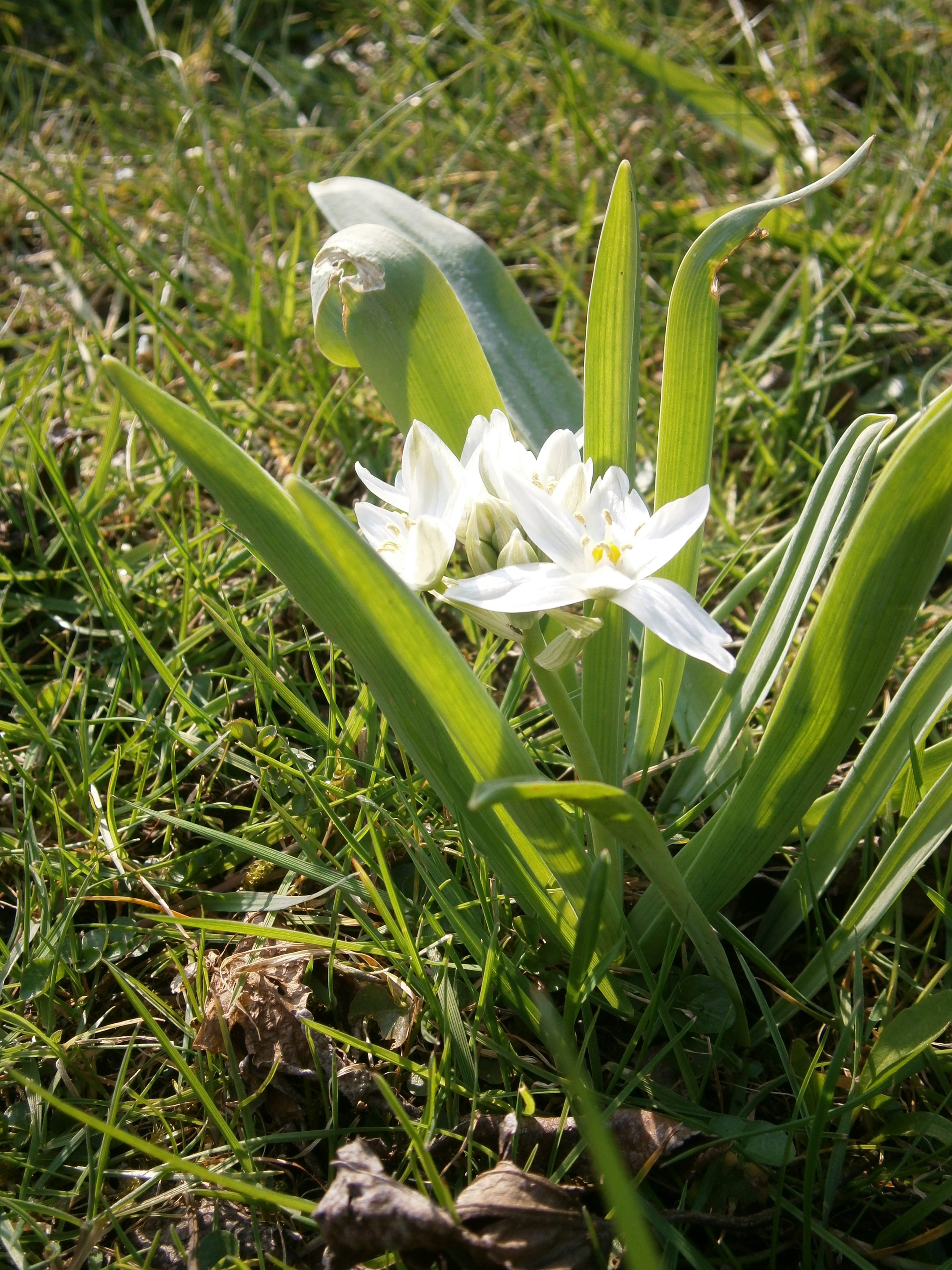
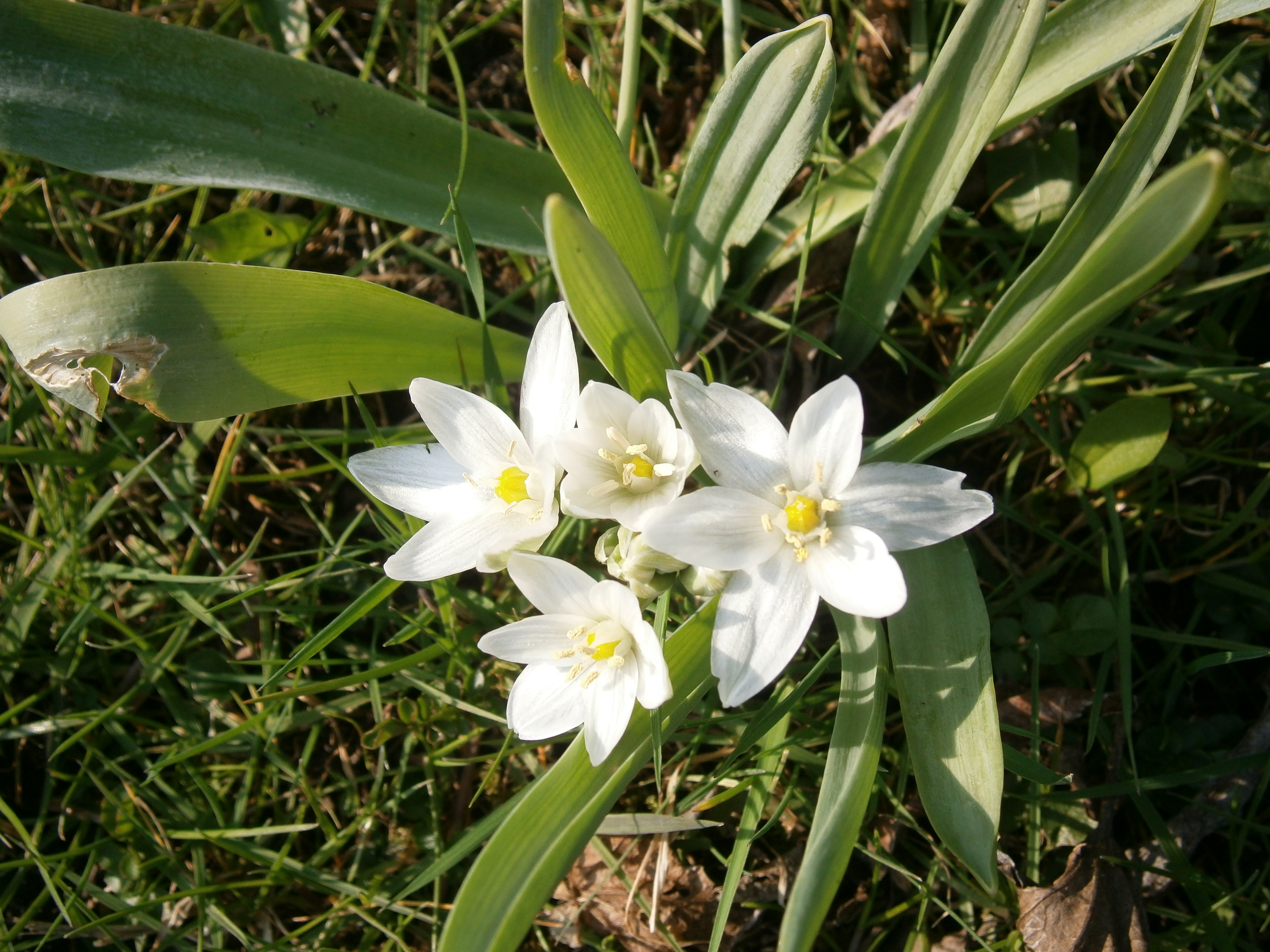